# Chiesa di Sant'Emerico
La chiesa di Sant'Emerico è un luogo di culto situato nel quartiere omonimo, a Budapest, nella parte occidentale della città. La chiesa cistercense si trova a pochi passi dall'Università della Tecnica. 

## Storia e descrizione
L'ampia struttura neobarocca, con il doppio campanile, fu costruita nel 1938 ed è un tipico esempio dell'imponente e cupa architettura in voga a Budapest nel periodo fra le due guerre.
In essa sono conservati i resti di Sant'Emerico, canonizzato alla fine dell'XI secolo. Sopra l'entrata principale sono raffigurati altri santi patroni dell'ordine cistercense.